# Зольки

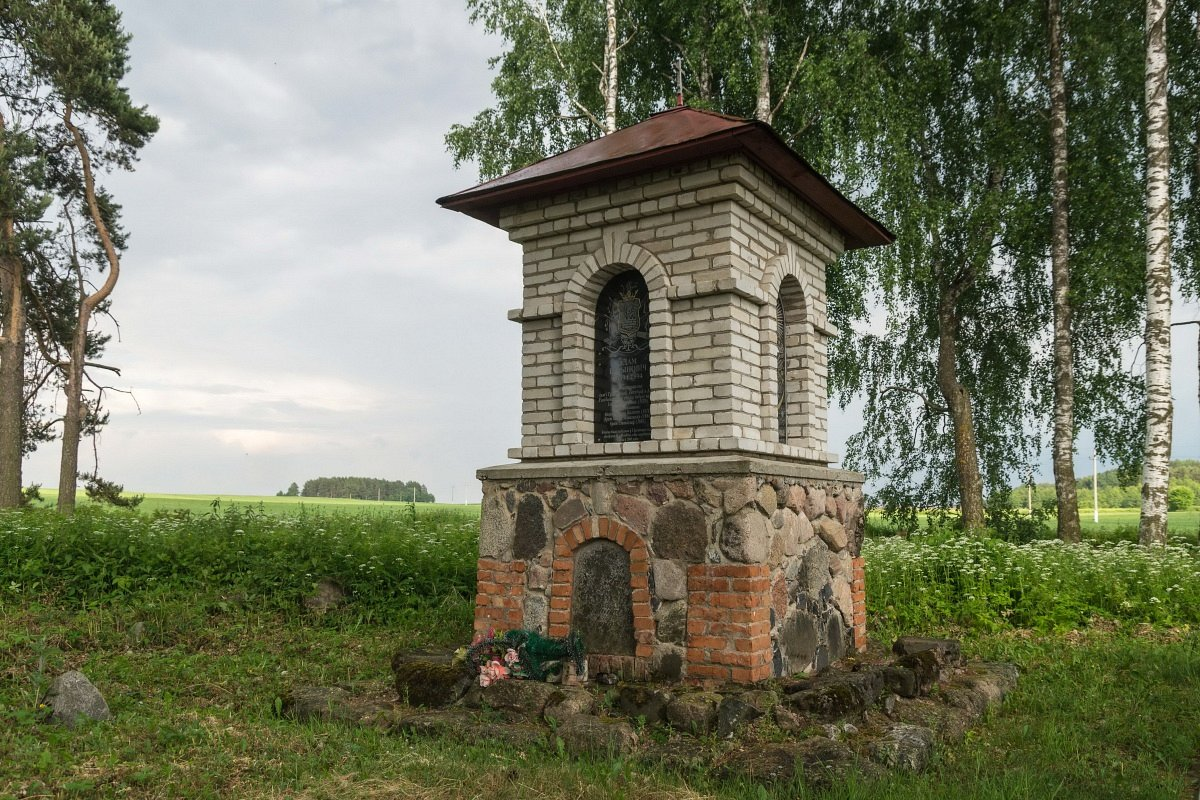
Семейная часовня Гуриновичей

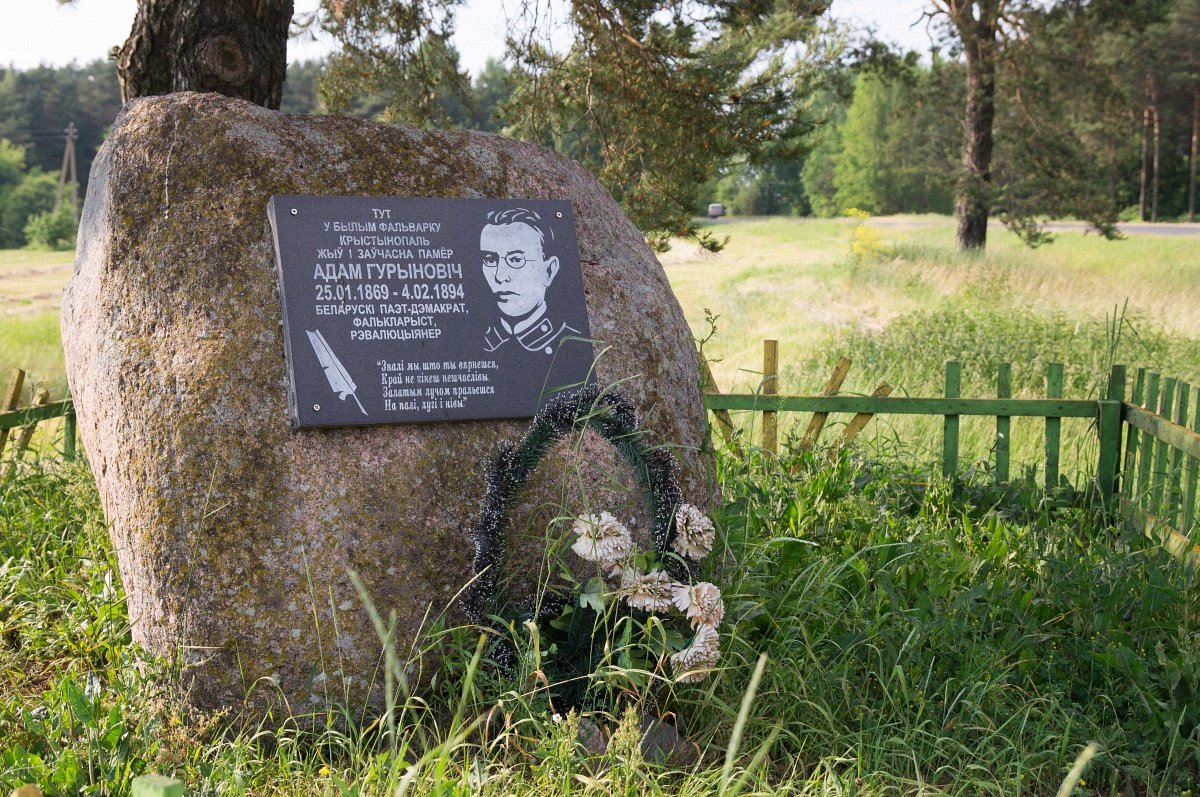
Памятная доска Адаму Гуриновичу

Зольки (бел. Золькі) — деревня в Вилейском районе Минской области Белоруссии, в составе Ижского сельсовета. Население 42 человека (2009).

## География
Деревня находится в 8 км к северо-западу от центра сельсовета агрогородка Ижа, в 26 км к юго-западу от Мяделя и в 28 км к северо-западу от города Вилейка. Зольки расположены на северо-западной оконечности Вилейского района рядом с границами Мядельского района и Гродненской области. Связаны местными дорогами с агрогородком Лыцевичи и деревней Муляры. Западнее деревни находятся обширные торфяники с сетью мелиорационных каналов.

## Достопримечательности
- Семейная часовня рода Гуриновичей. Расположена на кладбище, построена в XIX веке.
- Памятная доска в честь Адама Гуриновича, который скончался в фольварке Кристинополь, находившемся рядом с Зольками.